# Gaspar Riera Moragues
Gaspar Riera Moragues (Estellenchs, Baleares, 9 de mayo de 1922 - Palma de Mallorca, 10 de junio de 1993), fue un pintor de Mallorca (Islas Baleares, España). Su obra pictórica se caracterizó, según los entendidos, por la simplificación, el equilibrio y el silencio del paisaje.

## Biografía
Hijo de carboneros, nació en Estellenchs, pueblo que abandonó para formar parte de los Blauets de Lluch y posteriormente se estableció en Palma a los veinte años. Trabajó en un hotel en Cala Mayor durante diez años, más adelante trabajó en la redacción del diario Última Hora como corrector y en la Librería Tous como contable. Mientras tanto se dedicaba a pintar, escribir y dibujar de forma autodidacta.

## Obra
En total, su creación pictórica consta de unos 1200 óleos, decenas de acuarelas, tizas, pasteles y ceras, monotipos, algunas piezas de cerámica, cuadernos de dibujos y un número importante de archivadores y carpetas, actualmente en proceso de catalogación e inventario.
Por otro lado, su obra literaria está formada por unas memorias manuscritas, más de 300 poemas, libros manuscritos de poesía y dos monografías, una de ellas dedicada a Estellenchs. Por último, la obra fotográfica consta de más de 8000 fotografías en blanco y negro, hechas a lo largo de los años de sus caminatas por Mallorca, también en proceso de catalogación.

## Etapas artísticas
Su obra pictórica se caracteriza por una paleta de colores llena de amplitud y diversidad, no sólo en la obra plástica, sino también en la literaria y la fotográfica.

### Aprendizaje (1940-1960)
Desde su juventud combinó de forma autodidacta el conocimiento de las Bellas Artes y mostró especial facilidad para el dibujo y la coloración. Colorea, prueba, experimenta y dibuja, siempre dentro del margen que le dejan su trabajo y su familia. Salía con la maleta de pintor muchos domingos por los alrededores de Palma y Estellenchs, creando muchos pequeños cuadros, fruto de su trabajo de campo.

### Paisajismo al uso (1961-1965)
Empezó a trabajar formatos grandes, del 10 al 30, con una atracción especial por los árboles, en concreto el pino de la Mediterránea, empleando sin distinción pincel y espátula para conseguir efectos totalmente nuevos para la época. Su pueblo, Estellenchs, está pintado repetidamente desde muchos puntos de vista y con una diversidad que muestra la belleza y la potencia del paisaje de este pueblo.
En mayo de 1962 hace su primera exposición pública en la galería Kira, situada frente a la Iglesia de San Miguel (Palma).

### Paisajismo insólito (1966-1974)
Esta etapa se centró en el paisaje mallorquín, en especial del Plan de Mallorca. Un trabajo de campo, hecho domingo a domingo, en el que pisa las llanuras de Petra, Sinéu, Ariañy, Villafranca de Bonany y Manacor, buscando la belleza escondida de estos sitios. Introduce, elementos abstractos en su obra, donde la composición siempre ha jugado un papel fundamental, ya que entendía el cuadro como la transposición de una realidad vista a través de sus ojos, y por tanto, dada su formación cultural clásica, en perfecto equilibrio. En sus exposiciones en Grife & Escoda (1966) y en el Círculo de Bellas Artes de Palma (1967) la crítica ya hablaba de una nueva concepción del paisaje mallorquín.
Aquí aparecían algunos de los elementos definidores de ese estilo. Los cielos ya se muestran puramente azules, nublados de su blanco definitorio. Las montañas, y su aproximación a las tierras, llevan una suave separación mediante una línea blanca que a los pocos meses será abandonada y los árboles ya aparecen definidores de los términos y sin cepa. Se abandona la tela de lino y se pinta directamente sobre tela de saco preparada, a efectos de conseguir texturas nuevas. El color se emborracha y aparecen nuevas y nuevas posibilidades y visiones de unos campos olvidados para todos.
De 1968 se conservan gran cantidad de dibujos realizados con rotulador y bolígrafo, trazados directamente en vivo, y que constituyen la materia prima donde el pintor trabajará posteriormente en su estudio para dar cuenta de su importante producción. La exposición de febrero de 1968, de nuevo en el Círculo de Bellas Artes, constituye, con 17 aceites y 19 monotipos, la cima del proceso de evaluación y reelaboración del paisaje mallorquín.
Las exposiciones hechas en la Librería Tous desde 1972 confirmaban la línea trazada con anterioridad, si bien encontramos una oscuridad a los colores y unas perspectivas enormemente vanguardistas, recuperando unas dimensiones más pequeñas de su obra. Son los momentos de mayor compromiso político, enmarcados en un antifascismo claro, pero que huye del protagonismo, e incluso, de aparecer en la foto. El pintor sigue siendo un trabajador cultural, puesto que se encarga de la construcción de los marcos de los cuadros, de la confección, impresión y distribución de los catálogos, y cuando se vendía un cuadro él mismo lo llevaba a la casa del comprador. Expone nuevamente en Ses Voltes y en el Casal Solleric (Palma), en la Antología de la Pintura del siglo XX.

### Clasicismonaïf(1975-1993)
Ricardo Lloret, propietario de una pequeña galería de arte en Barcelona, le convence de trabajar con un marchante que le posibilitaría olvidarse de la promoción de su obra y dedicarse a su trabajo artístico. Esta relación ya no se detendría hasta su muerte. El conservadurismo artístico de Lloret no dejó espacio por una nueva evolución de la obra del pintor, que así empezaba su etapa más naïf. Los cuadros de esa época son correctos y brillantes, de influencia puntillista, pero se pierde el trabajo de investigación e innovación desarrollado en años anteriores; sin embargo, es la etapa más conocida y representativa del pintor. Desde entonces, las galerías donde expone por todo Mallorca y el pequeño formato de los cuadros hace que sea conocido dentro de determinados ambientes, pero le aleja de las vanguardias a las que había estado ligado a finales de los años sesenta.

### Fase experimental (años 90)
Finalmente, es necesario mencionar una serie de cuadros, realizados en 1991, por encargo de Ricardo Lloret, donde el pintor trabaja en unas variaciones paisajísticas que utilizan colores fuertes, dentro de un estilo bastante interesante y vanguardista que no tuvo, desgraciadamente, continuidad.

## Principales exposiciones
- Galerías Kira (Palma, 1962)
- Círculo de Bellas Artes de Palma (1963, 1968, 1975, 1978 y 1979)
- Sala Minorica (Palma, 1963)
- Galería Grifé & Escoda (Palma, 1966)
- Librería Tous (Palma, 1972)
- Galería Latina (Florida, Estados Unidos, 1979 y 1980)
- Es Cau (Manacor, 1980)
- Salón Mercantil (Inca, 1980)
- Scala (Barcelona, 1981)
- Galería Jaime III (Palma, 1983, 1984 y 1985)
- Santa María del Mar (Barcelona, 1985)
- Sala Bertran (Barcelona, 1985 y 1988)
- Museo de Sóller (1986)
- Banca March (Palma, 1986 y 1987)

## Reconocimientos
- El Ayuntamiento de Palma de Mallorca, en el Pleno municipal del 24 de junio de 1993 otorgó el nombre de una calle del barrio palmesano de Cala Mayor, cerca del hotel donde trabajó. También se aprobó la celebración de una exposición antológica de su obra, pero no llegó a llevarse a cabo.

- El 9 de mayo de 2022, con motivo del centenario de su nacimiento, tuvieron lugar una serie de actos conmemorativos patrocinados por su hijo, Miquel Àngel Riera, iniciados con la inauguración de una exposición en Palma de una selección de su obra pictórica.[3][4][5] Posteriormente la exposición estuvo de gira por toda Mallorca, dando a conocer su obra, con frecuencia acompañada de otros actos conmemorativos relacionados.[6][7][8] La iniciativa fue galardonada con uno de los premios a la protección del patrimonio de ARCA Patrimonio.[9]

- El 17 de noviembre de 2023 le fue concedida a título póstumo la Medalla de Honor y Gratitud del Consejo Insular de Mallorca, en reconocimiento a su extensa trayectoria artística. La distinción fue recogida por su hijo, Miquel Àngel Riera Ximenis.[10][11]

## Opiniones
- Miguel Colomar (Crítico de Arte):  "Riera ha logrado, con plena capacitación técnica, poner de manifiesto una sensibilidad delicada
- Antonio Serra (Periodista): "El color y la luz, el uno como consecuencia del otro, siempre son sus elementos fundamentales"
- Gaspar Sabater (Crítico de Arte): "Riera es el artista que ha valorado más intensamente el paisaje"
- Rafael Perelló Paradelo (Crítico de arte): "Ante una exposición de Gaspar Riera, puede afirmarse que la luz entra a raudales en la sala de exposición, a través de unas ventanas esplendentes y reverbentes"